# Jan Afzelius
Jan Afzelius (født 1929, død 2000) var en svensk tegner og kunstner. Han er mest kendt for illustrationer på Dagens Nyheters Namn och Nytt-side, hvor tegningerne blev publiceret under navnet Afzelius tecknar Stockholm. Fra 1961 til 1969 arbejdet han som freelancer ved Svenska Dagbladet, og i 1969-1987 var han ansat ved Stockholms stadsmuseum.
Efter en skolegang i Manillaskolan for døve uddannede han sig til kunstner ved kunstskoler som Anders Beckmans reklamskola, Konstfack i Stockholm, Otte Skölds målarskola og Slöjds i Göteborg. Ved hver skole egnede han sig udelukkende til tegninger. Han er repræsenteret på Nationalmuseum. 

## Links
- Artikel i det svenske kunstnerleksikon Amanda